# پرامس (خواننده رپ)
پرامس (انگلیسی: Promise؛ زادهٔ ۱۶ سپتامبر ۱۹۸۲) خواننده/ترانه‌نویس هیپ‌هاپ سول اهل ایالات متحده آمریکا است. وی از سال ۲۰۰۲ میلادی تاکنون مشغول فعالیت بوده‌است.